# Helicia laiagamensis
Helicia laiagamensis är en tvåhjärtbladig växtart som beskrevs av D.B. Foreman. Helicia laiagamensis ingår i släktet Helicia och familjen Proteaceae. Inga underarter finns listade i Catalogue of Life.